# Eszperantótanárok Nemzetközi Szövetsége
Az Eszperantótanárok Nemzetközi Szövetsége (eszperantó: Internacia Ligo de Esperantistaj Instruistoj röv.: ILEI) az eszperantótanárok és az eszperantóoktatók 1949-ben alapított szakmai szövetsége. Civil szervezet, amely kapcsolatban áll az Eszperantó Világszövetséggel. Az eszperantó nyelv és kultúra elterjedésének támogatása érdekében a civil szervezet könyveket és folyóiratokat jelentet meg, nemzetközi konferenciákat szervez és vizsgákat szervez világszerte az eszperantótanárok képesítésének igazolására. (Már 1910-ben megalakult az Internacia Asocio de Instruistoj (IAI)).

## Története
Az ILEI-t 1949. augusztus 12.-én alapították Bournemouth-ban, az Egyesült Királyságban. A második világháború előtt 1924-ben megalakult az Eszperantótanárok Világszövetsége (TAGE).
Az első vezetők 1949-ben Violet C. Nixon (Egyesült Királyság, elnök), Einar Dahl (svéd, titkár-pénztáros), Jeanne Dedieu (Franciaország, tanácsadó) és P. Korte (Hollandia, tanácsadó) voltak.
Később az ILEI-nek további elnöke volt még: Jeanne Dedieu (Franciaország) 1956-ban.

## Folyóiratai
- Internacia Pedagogia Revuo – IPR
- Juna Amiko

## ILEI-HU
Eszperantó Pedagógusok Magyarországi Egyesülete (EPME) (ismert ILEI-HU, Hungaria Asocio de Esperantistaj Pedagogoj neveken is) tagszervezete az Eszperantótanárok Nemzetközi Szövetsége az (ILEI)-nek ill. a Magyarországi Eszperantó Szövetség-nek is. Elnöke Németh József  az Internacia Pedagogia Revuo (IPR) főszerkesztője (2021).

### Története
Az ILEI-HU első említése az IPR 1974/1. számában található. Az egyesületet Cser Márta vezette. 1978-1984 Barcsay Zsuzsa volt az elnök. Az IPR 1985/1. száma szerint 1985 elején nem volt elnöke a civil szervezetnek. De az IPR 1985/2. számában már Kovács Márta volt a vezetője az ILEI-HU-nak. 1990-ben regisztrált civil szervezetként került bejegyzésre az Eszperantó Pedagógusok Magyarországi Egyesülete.

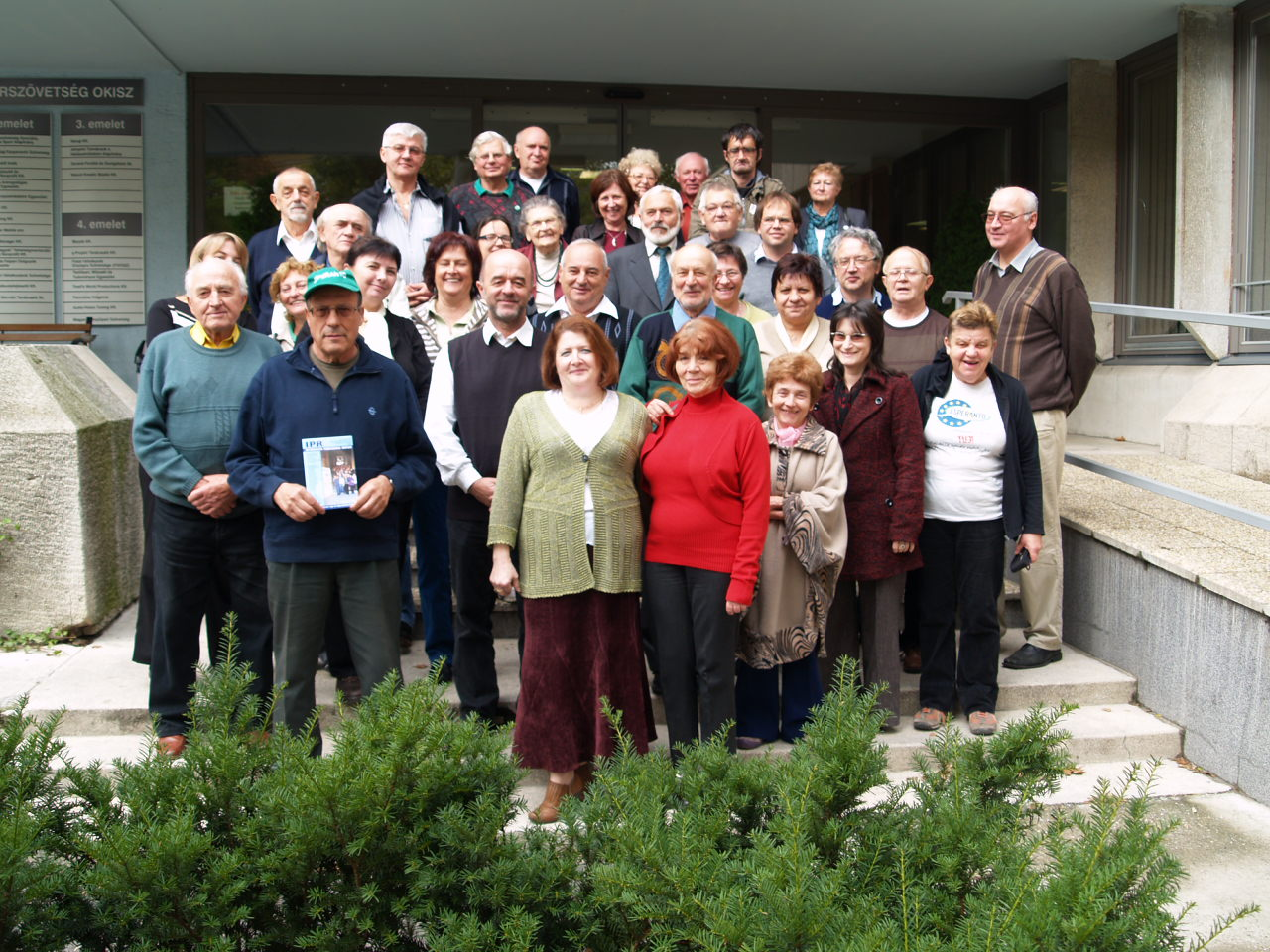
Budapest EPME Pedagógusnap – 2014
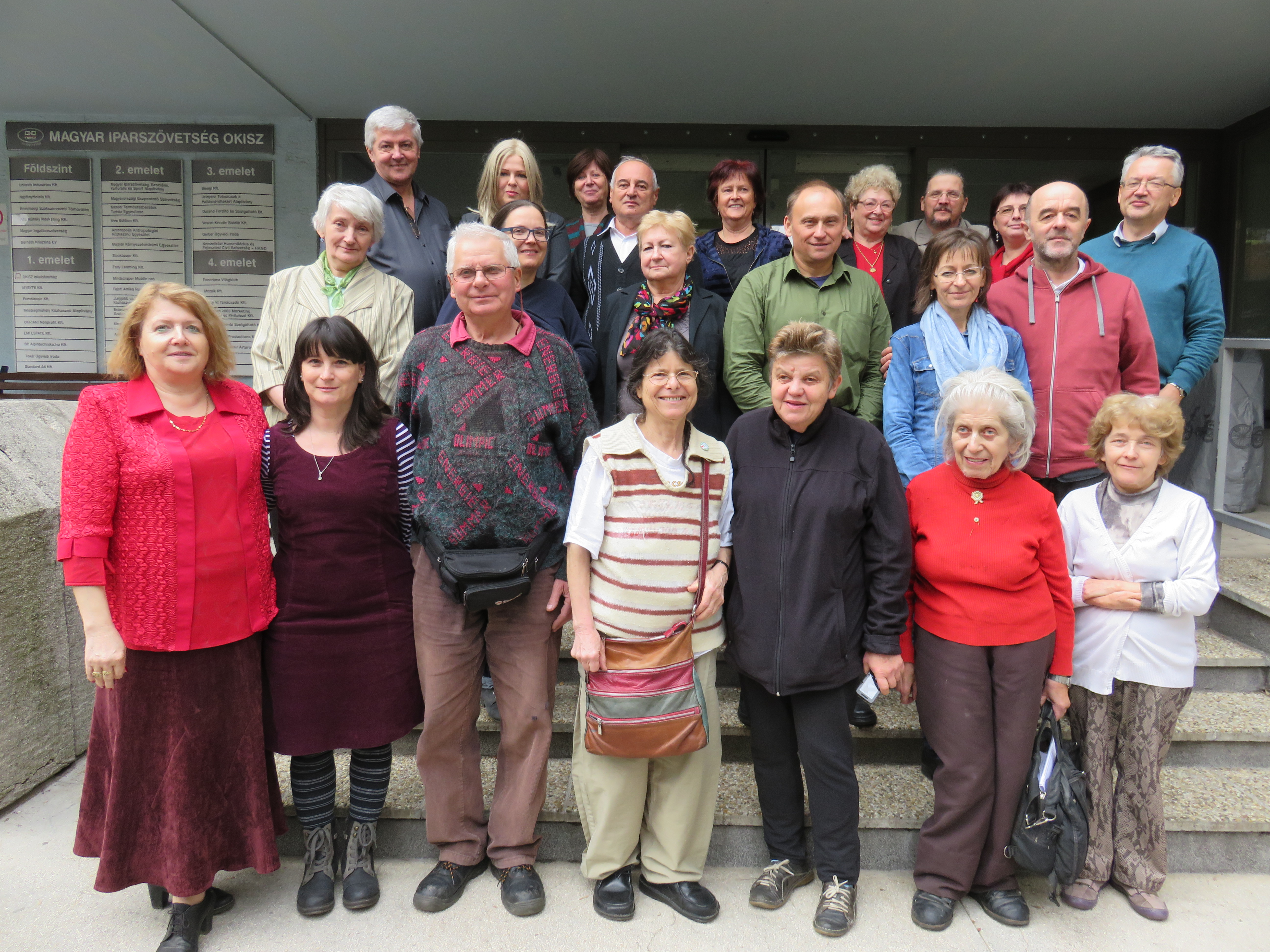
Budapest EPME Pedagógusnap – 2017
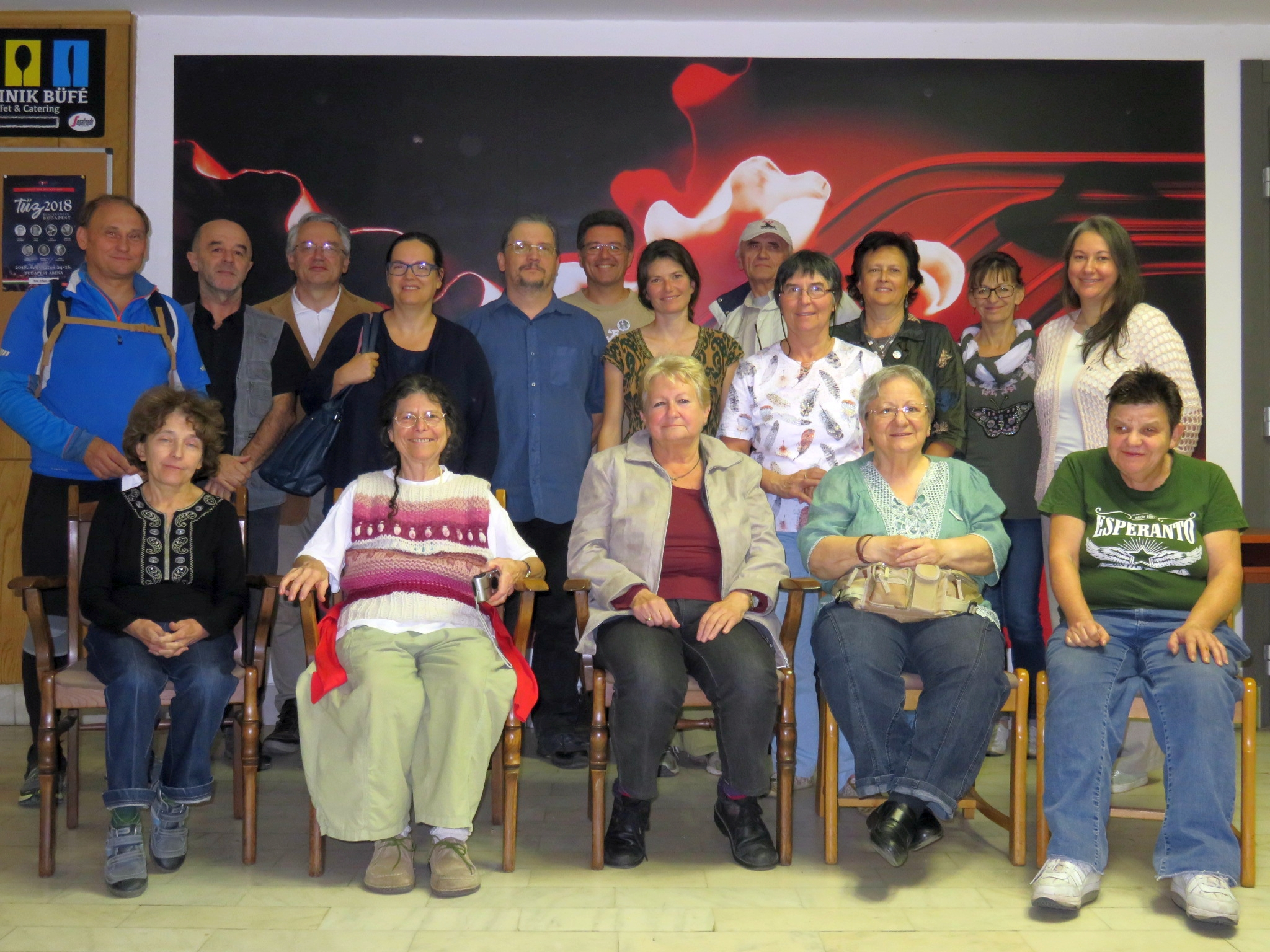
Budapest, EPME közgyűlés – 2018
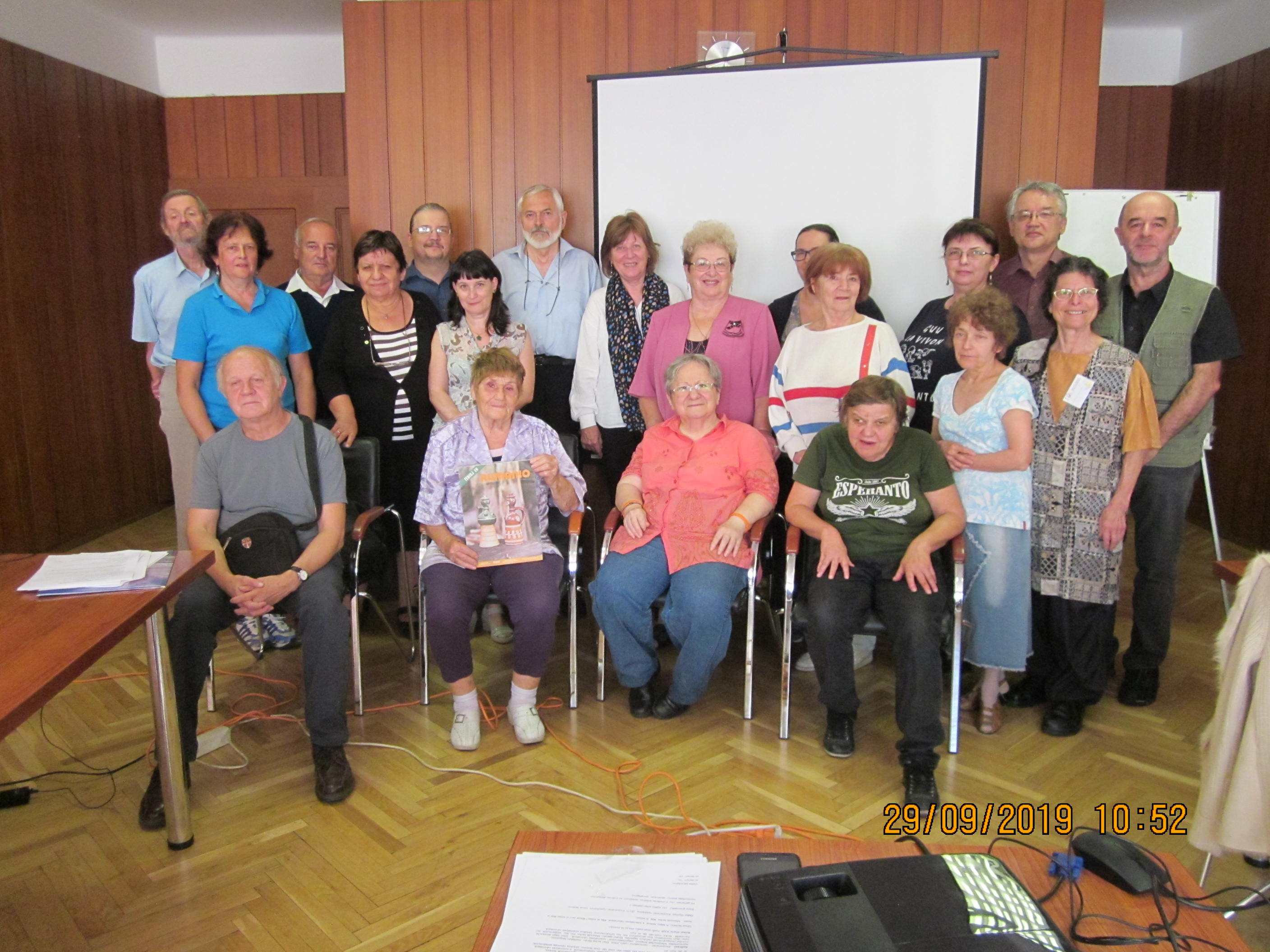
Budapest, EPME közgyűlés – 2019

## edukado.net
Az edukado.net egy weboldal az eszperantó nyelv oktatásáról. Főleg az eszperantótanárok együttműködésére koncentrál, de segítséget nyújt az autodidakta tanulók számára is. Az oldalt 2001. december 15.-én indították el, és 2005-ben teljesen felújították. Kováts Katalin működteti az Esperantic Studies Alapítvány támogatásával.

### Története
Washington D.C., 2001. április. Az ESZA kötelékében dolgozó eszperantó aktivisták találkozóján felmerült az ötlet, hogy hozzanak létre egy adatbázist a tankönyvekhez, gyakorlatokhoz, kiadatlan tananyagokhoz, amelyeket az eszperantótanár kollégák készítettek, esetleg csak egyszer használnak, majd az anyagok egy fiók mélyére kerültek. Kováts Katalin egy másik észrevételét is kifejezte a témával kapcsolatban, nevezetesen a világszerte szétszórtan megjelent, már meglévő és kiadott tankönyvekről (könyvek, film- és hanganyagok, plakátok és játékok) szóló információkról. Számuk már meghaladta az ezret, és hiányzott egy platform, egy jó útmutató ahhoz, hogy a tanár kollégák megtalálják a minőségi, és használható, ám használaton kívüli oktató anyagokat.
E két ötlet alapján Katalin programjavaslatot nyújtott be a másnapi ülésen. Nevezetesen: egy weboldal vázlata az említett funkciókkal és elérhetőséggel a kollégák számára az elkészített gyakorlatokról, anyagokról és az oktatóanyagokról szóló információkról. Az ESZA ülése elfogadta a tervet, Katalin pedig nekilátott a projektnek. Hokan Lundberg elkészítette az első vázlatokat a helyszínen.

## Fordítás
- Ez a szócikk részben vagy egészben  az   Internacia Ligo de Esperantistaj Instruistoj című eszperantó Wikipédia-szócikk ezen változatának fordításán alapul.  Az eredeti cikk szerkesztőit annak laptörténete sorolja fel. Ez a jelzés csupán a megfogalmazás eredetét és a szerzői jogokat jelzi, nem szolgál a cikkben szereplő információk forrásmegjelöléseként.
- Ez a szócikk részben vagy egészben  az   Edukado.net című eszperantó Wikipédia-szócikk ezen változatának fordításán alapul.  Az eredeti cikk szerkesztőit annak laptörténete sorolja fel. Ez a jelzés csupán a megfogalmazás eredetét és a szerzői jogokat jelzi, nem szolgál a cikkben szereplő információk forrásmegjelöléseként.